# Kaolinit
Kaolinit je alumosilikatni mineral s kemijsko formulo Al2Si2O5(OH)4. Vsebuje 39,5% Al2O3, 46,5% SiO2 in 14% H2O in je sestavina mnogih vrst gline.  Spada med plastnate silikate (filosilikate), v katerih je sloj tetraedrov SiO2 preko kisikovih atomov povezan s slojem oktaedrov Al2O3. Kamnine, bogate s kaolinitom, se imenujejo kitajska glina, bela glina ali kaolin. 
Ime kaolinit je nastalo iz imena kraja 高陵/高嶺 (pinjin: Gaoling ali Kao-ling, kar pomeni visok hrib ali greben) v kitajski provinci Jiangxi, kjer so kopali glino za najfinejši porcelan. 
Kaolinit  med navzemanjem vode slabo nabreka in ima majhno kapaciteto kationske izmenjave (1 – 15 mekv/100 g). Je mehak, prsten in po navadi bele barve. Nastal je s preperevanjem drugih alumosilikatov,  na primer glinenca. Na mnogih nahajališčih je zaradi onesnaženja z železovimi oksidi rožnato, oranžno ali rdeče obarvan. Intenzivnost obarvanja je odvisna od koncentracije nečistoč.

## Strukturne spremembe
Gline kaolinskega tipa so pri segrevanju na zraku podvržene nizu faznih sprememb. Pri temperaturi 550 – 600 °C začnejo odcepljati –OH skupine (dehidroksilacija) oziroma vodo (dehidratacija) in preidejo v neurejen metakaolin (Al2Si2O7). Odcepljanje  –OH skupin se nadaljuje do temperature 900 °C. Obširne raziskave metakaolina so pokazale, da ni enostavna zmes amorfnega silicijevega dioksida (SiO2) in glinice (Al2O3), ampak precej zapletena amorfna struktura, ki je do neke mere urejena zaradi skladanja heksagonalnih slojev, vendar ne popolnoma kristalinična:
2Al2Si2O5(OH)4 → 2Al2Si2O7 + 4H2O
Pri nadaljnjem segrevanju se metakaolin pri temperaturi 925-950 °C pretvori v alumosilikatni spinel (Si3Al4O12):
2Al2Si2O7 → Si3Al4O12 + SiO2
Med kalciniranjem pri temperaturi  ~1050 °C začne spinel tvoriti jedra in se pretvori v mulit (3Al2O3 • 2SiO2) in visokokristalinični kristobalit (SiO2):
3Si3Al4O12 → 2 Si2Al6O13 + 5SiO2

## Uporaba
Največ kaolinita se uporabi v papirni industriji kot polnilo za papir in proizvodnji keramike (porcelan). Uporablja se tudi v medicini, kot aditiv v hrani in zobnih pastah, premazih za bele žarnice in sijalke in v kozmetiki. V barvnih premazih se uporablja kot ekstender titanovega dioksida za uravnavanje sijaja premaza. V gumarstvu se uporablja za poboljšanje mehanskih lastnosti gume, v lepilih pa za uravnavanje njihovih reoloških lastnosti.
Kaolinit lahko vsebuje sledove urana in torija in je zato uporaben za radiološko datiranje.